# Aglaophamus eugeniae
Aglaophamus eugeniae är en ringmaskart som beskrevs av Fauchald 1972. Aglaophamus eugeniae ingår i släktet Aglaophamus och familjen Nephtyidae. Inga underarter finns listade i Catalogue of Life.